# Mednarodno združenje zdravnikov za preprečitev jedrske vojne
Mednárodno zdrúženje zdravníkov za preprečítev jêdrske vójne, (MZZPJV) s kratico IPPNW po angleškem imenu International Physicians for the Prevention of Nuclear War je svetovna organizacija z okoli 60 članicami, organizacijami enake namembnosti v posameznih državah. Sredi 1980. let je MZZPJV imela okoli 145.000 članov, v začetku 1990tih let pa okoli 200.000 članov iz več kot 60 držav. Sedež organizacije je v Cambridgeu, Massachusetts, ZDA.
MZZPJV je bila ustanovljena decembra 1980 na pobudo kardiologa dr. Bernarda Lowna (Harvard, ZDA) in dr. Evgenija Čazova s kardiološkega inštituta SZ. Na osnovi raziskav je združenje izdalo več knjig, člankov in drugih publikacij, v katerih so odstirali »zdravstvena opozorila o jedrski vojni«. Za zasluge pri ozaveščanju javnosti o nevarnosti jedrske energije je združenje prejelo leta 1984 nagrado za vzgojo za mir UNESCO, leta 1985 pa Nobelovo nagrado za mir. 
Svoj prvotni mandat je združenje razširilo na preprečevanje vseh vojn in razvoj spoznanj o vzrokih vojaških spopadov s stališča javnega zdravja. 
Aprila 2006 je združenje objavilo poročilo, v katerem kritizira poročilo ZN iz septembra 2005, po katerem naj bi za posledicami černobilske katastrofe umrlo le 47 ljudi.